# عين مجدلين
عين مجدلين  هي إحدى القرى اللبنانية من قرى قضاء جزين في محافظة الجنوب.